# Valea Pădurii (okręg Marusza)
Valea Pădurii – wieś w Rumunii, w okręgu Marusza, w gminie Valea Largă. W 2011 roku liczyła 194 mieszkańców.